# Canal Bandera Roja

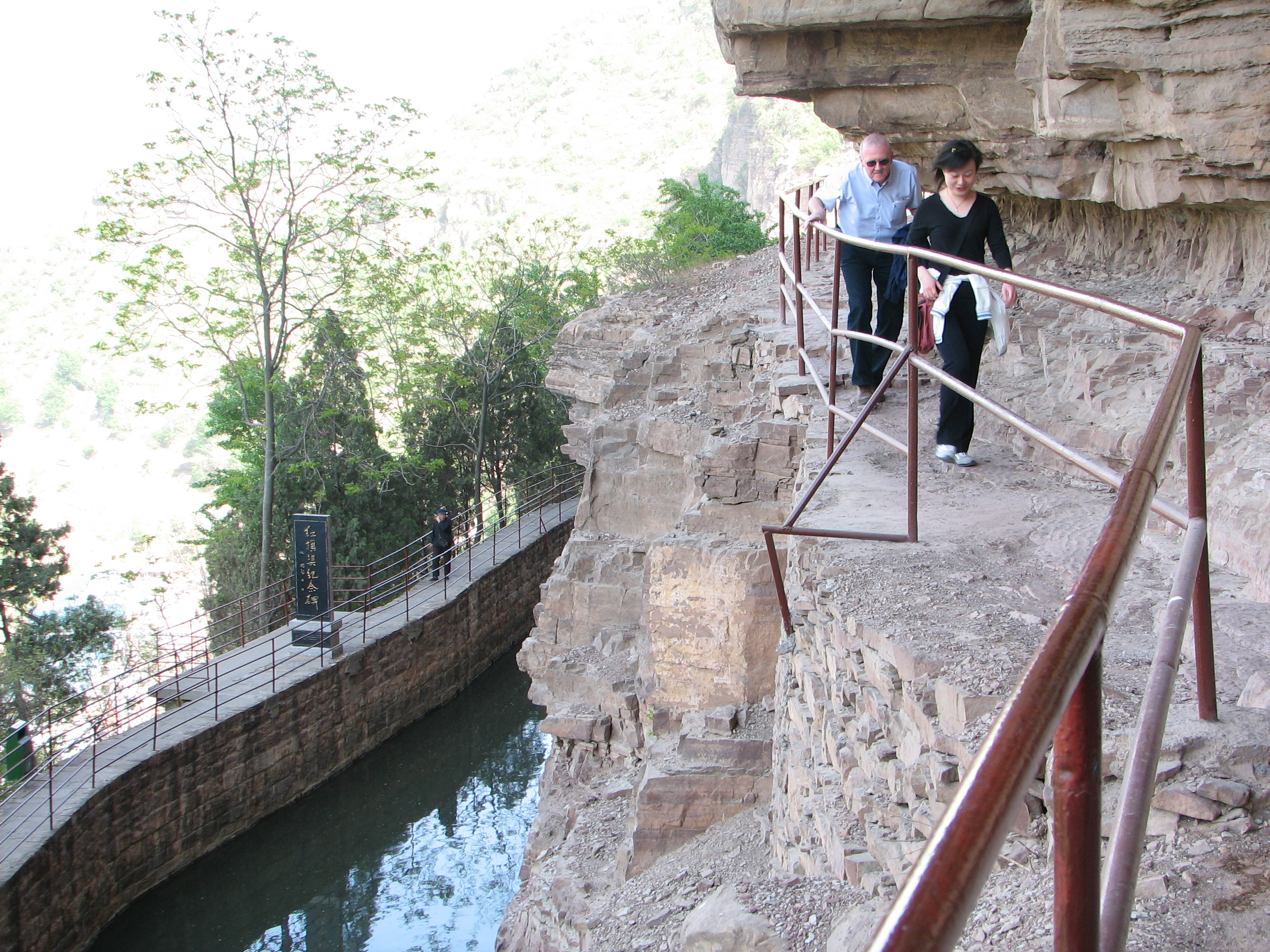
En el acantilado Boca del Tigre, el Canal Bandera Roja está construido en el costado de un acantilado

El Canal Bandera Roja (en chino: 红旗渠; en pinyin: Hóngqí qú) es un canal de  irrigación situado 80 km al noroeste de Anyang, en el extremo norte de Henan, China.

## Ubicación geográfica
El canal comienza cerca de la frontera de Henan y Shanxi y desvía el agua del río Zhang (漳河). El río Zhang fluye desde Shanxi y se convierte en la frontera entre Hebei y Henan cerca de Handan. La presa está situada cerca del punto de confluencia de las tres provincias. El canal serpentea por un lateral de un acantilado, a través de 42 túneles y a lo largo de la ladera  de las montañas de Taihang. El canal principal tiene 71 km de largo con muchos ramales para distribuir el agua a una amplia zona.

## Historia
El canal se inició durante el Gran Salto Adelante, (Segundo Plan Quinquenal) de la República Popular China y se construyó en el decenio de 1960 y el canal principal se terminó en 1965. Excavado completamente a mano, el canal principal cuenta con 71 kilómetros de largo, incluyendo los ramales de distribución. Se afirma que el sistema de riego tiene una longitud total de 1500 km.
Riega los campos del distrito de Linzhou.
El Canal de la Bandera Roja fue considerado un gran logro de los trabajadores chinos en los años 60 y fue el tema de varias películas dela época. El Canal de la Bandera Roja fue presentado por la propaganda, tanto interna como externa de China, como un ejemplo de lo que los trabajadores podían lograr y la iniciativa de las masas locales.
Linzhou (entonces llamado Linxian) y el Canal de la Bandera Roja fueron visitados por el director de cine italiano Michelangelo Antonioni  cuando realizó su película documental Chung Kuo, Cina sobre China durante la Revolución Cultural en 1972. Desde su aparición, lapelícula fue repudiada ya que se consideraba es un evento anti-China serio y una provocación salvaje contra el pueblo chino